# HAMAP-Humanitaire
HAMAP-Humanitaire est une ONG française de solidarité internationale créée en 1999. Initialement appelée « Halte aux Mines Antipersonnel », l’organisation fut une des seules en France (avec Handicap International) à lutter contre ce fléau au travers de formation au déminage et d’éducation aux risques des mines. Depuis 2007, l’ONG s’est restructurée en quatre secteurs d’activité et progressivement réorganisée pour répondre à la diversification de ses missions et activités : déminage, eau et assainissement, santé et éducation. En 2021, HAMAP-Humanitaire a permis à 197 000 personnes d'accéder à l'eau potable, 96 670 personnes d'accéder à l'assainissement, 6 218 personnes de bénéficier d'un accès à l'éducation et/ ou à une formation professionnelle, 30 400 personnes de bénéficier d'interventions de déminage et 9 000 personnes de bénéficier d'ateliers de sensibilisation aux risques de mines dans une quinzaine de pays (Haïti, Mauritanie, Sénégal, Burkina Faso, Bénin, République Démocratique du Congo, Maroc, Tunisie, Syrie, Irak, Palestine, Inde, Cambodge, Indonésie, Madagascar).

## Historique
L’ONG est créée le 8 mai 1999 par un groupe de sept personnes : Mylène Demongeot, Marc Simenon, Christian Puyo, Dominique Bouriez, Emmanuel Farrugia (ancien commissaire divisionnaire), Boniface Matingou (ancien ministre du Congo-Brazzaville), et Joël Kaigre (ancien lieutenant-colonel du Génie), après qu’ils eurent constaté l’ampleur du problème des mines anti-personnel au Liban et en ex-Yougoslavie. En 2007, l’ONG se réorganise en quatre secteurs d’activités, ce qui lui permet de faire face aux demandes des populations nécessiteuses et l’ouvre sur les problématiques globales de l’aide au développement. En 2008, face à l’ampleur des activités, l’ONG débute sa professionnalisation en s’installant dans ses propres locaux à Alfortville.
En 2014, HAMAP intègre la Coordination Humanitaire et Développement et Coordination SUD
En 2021, HAMAP-Humanitaire a permis à :
- 197 000 personnes d'accéder à l'eau potable
- 96 670 personnes d'accéder à l'assainissement
- 6 218 personnes de bénéficier d'un accès à l'éducation et/ ou à une formation professionnelle
- 30 400 personnes de bénéficier d'interventions de déminage
- 9 000 personnes de bénéficier d'ateliers de sensibilisation aux risques de mines

## Activités
L’objectif principal de l’ONG est de soutenir des projets d’associations locales dans divers pays. Pour cela, HAMAP-Humanitaire effectue un transfert de compétences et un renforcement des capacités de ces associations locales dans le but de favoriser leur action sur le long terme. Cela permet également d’impliquer au maximum les populations locales dans la mise en œuvre de leurs projets et se décline en prestations adaptées à chaque projet :
- Identification de partenaires locaux
- Aide à l’expression des besoins
- Étude et formalisation des documents projets
- Appel d’offres
- Aide au choix de la maîtrise d’œuvre
- Mise au point des conventions
- Montage et recherche de financement
- Suivi et contrôle des travaux
- Formation
- Sensibilisation et aide à la gouvernance
- Plaidoyer

HAMAP-Humanitaire s'articule autour de quatre pôles d’activités : ingénierie, déminage, éducation et santé.

### Action contre les mines

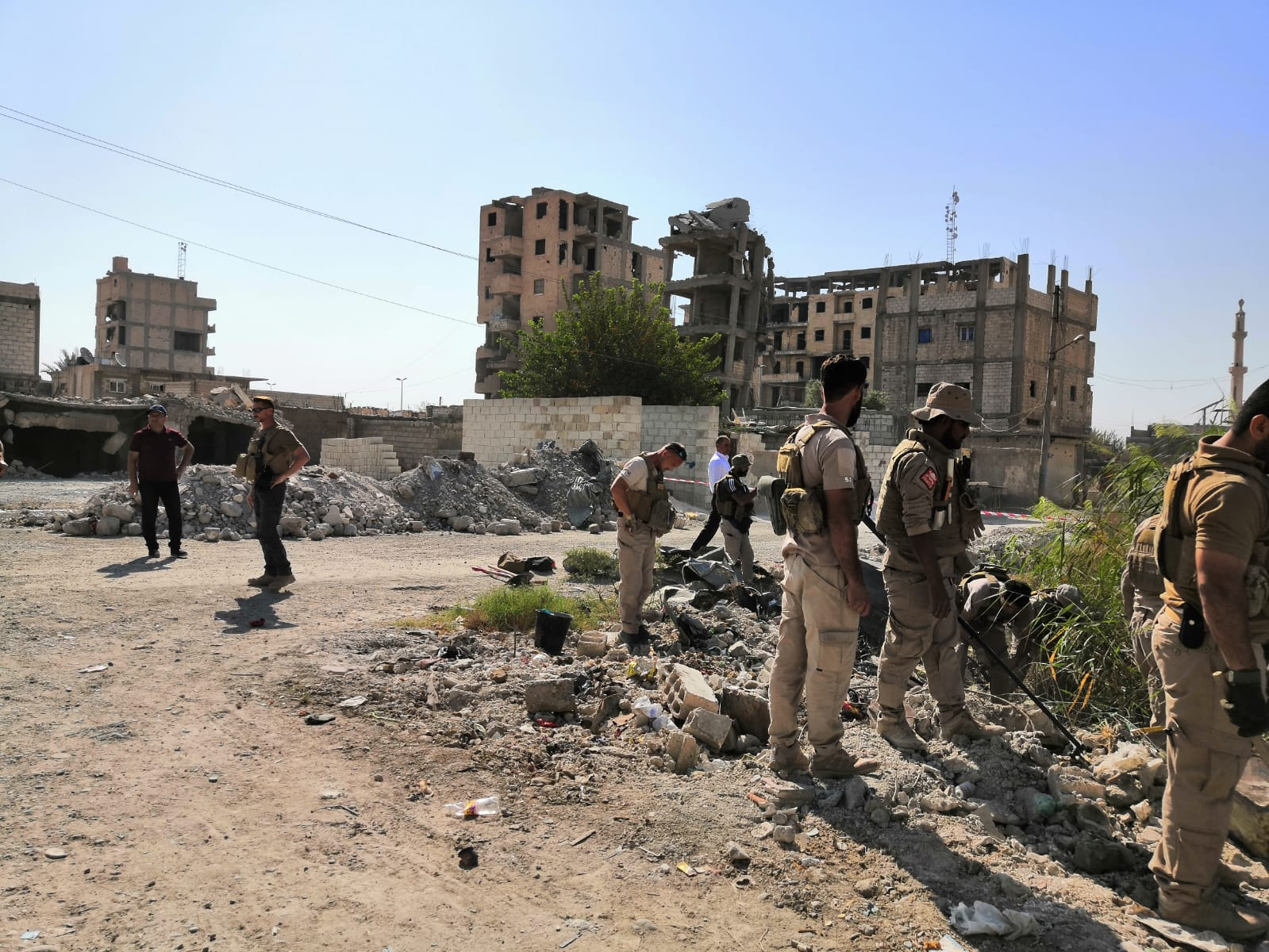
Action contre les mines en Syrie

L’histoire d’HAMAP-Humanitaire est étroitement liée à l’action contre les mines. De la naissance de l’association en 1999, l’année du traité d’Ottawa, au nom HAMAP qui signifie « Halte aux Mines Anti-Personnel » jusqu’à aujourd’hui, avec les projets de sensibilisation aux risques des mines et de déminage principalement au Moyen-Orient, l’histoire de l’association est marquée par son engagement humanitaire pour réduire l’impact des armes conventionnelles sur les populations civiles.
L’objectif du déminage est de restituer une terre sans risque aux habitants, de réduire les accidents et d’assurer la sécurité individuelle et économique des populations locales. Il leur permet de rebâtir, de cultiver à nouveau et autorise le retour en sécurité des personnes déplacées ou réfugiées.
L’action d’HAMAP-Humanitaire a pour but de déminer les zones touchées, mais aussi de veiller à ce que les personnes soient conscientes des risques liés aux mines et à toute autre forme d’engins explosifs, permettant à terme de réduire le risque de blessures et d’atteintes aux biens et à l’environnement.
- Formation et sensibilisation des populations sur les mines antipersonnel et bombes à sous-munitions (activité première d’HAMAP humanitaire).

- Formation de démineurs et de formateurs de déminage.
- Plaidoyer au niveau national et international.

### Eau et assainissement

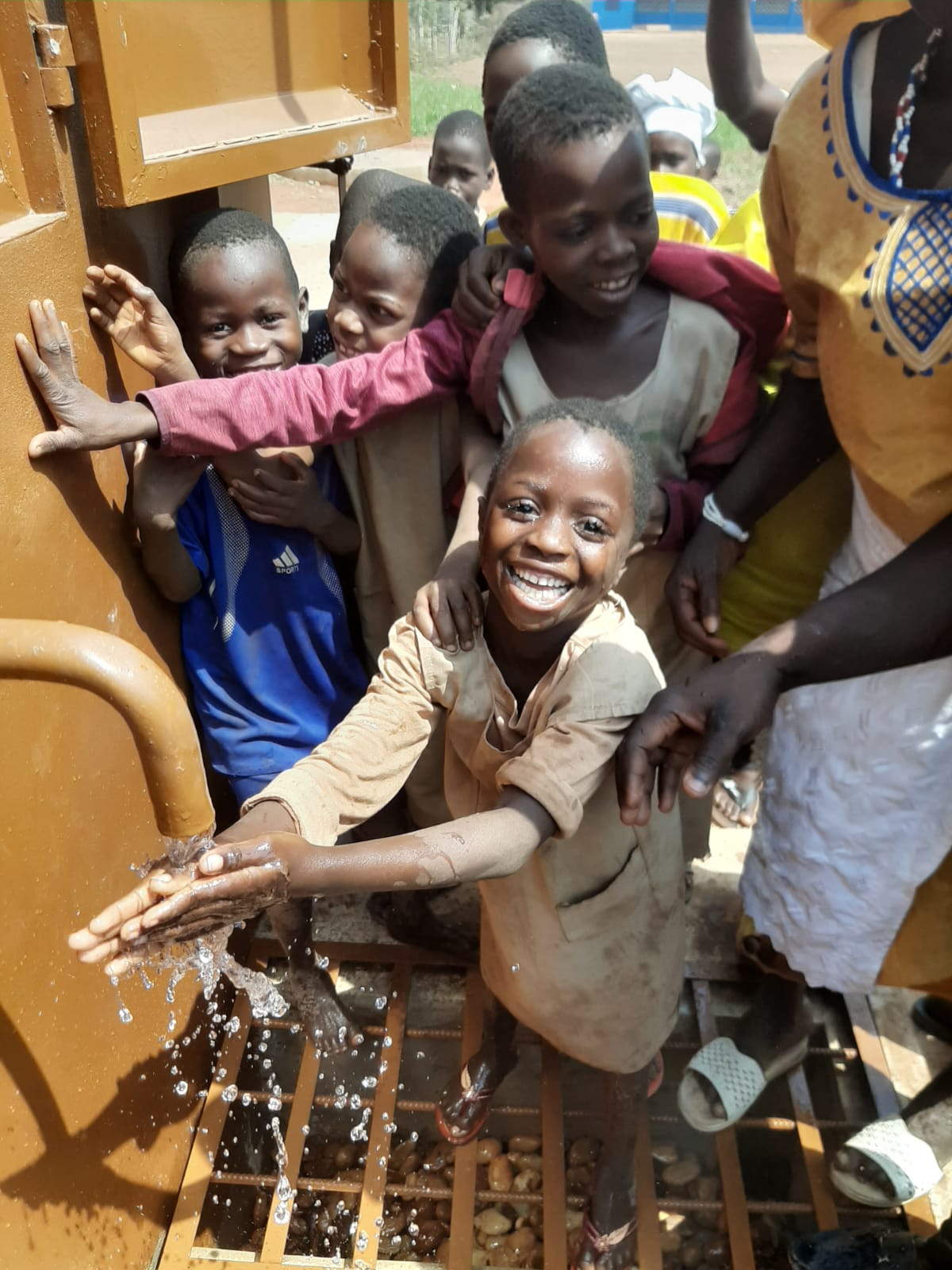
Mission eau et assainissement au Bénin

HAMAP-Humanitaire œuvre, à travers un renforcement des capacités de ses partenaires locaux, à améliorer l’accès à l’eau et à l’assainissement des populations vulnérables grâce à la réalisation de puits, de captages, de réseaux d’eaux, de latrines individuelles, ou encore blocs sanitaires pour les écoles.
Chaque projet comprend aussi un volet de sensibilisation à l’utilisation de l’eau et à l’hygiène et une formation de référents techniques pour assurer la pérennité du projet.
- Ressources en eau : Puits, captages, forages, stockage, distribution, exploitation, gestion, château d'eau.
- Assainissement : latrines, Blocs sanitaires pour écoles, dispensaires, stations d’épuration.
- Construction diverses : écoles, dispensaires.
- Autres projets : unités spécialisées de pédiatrie dans les hôpitaux, projets d’installation énergétique autonome sur une région par Éolien et Solaire, soit en travail direct, soit de façon indirecte dans le cadre de la coopération décentralisée.

### Santé

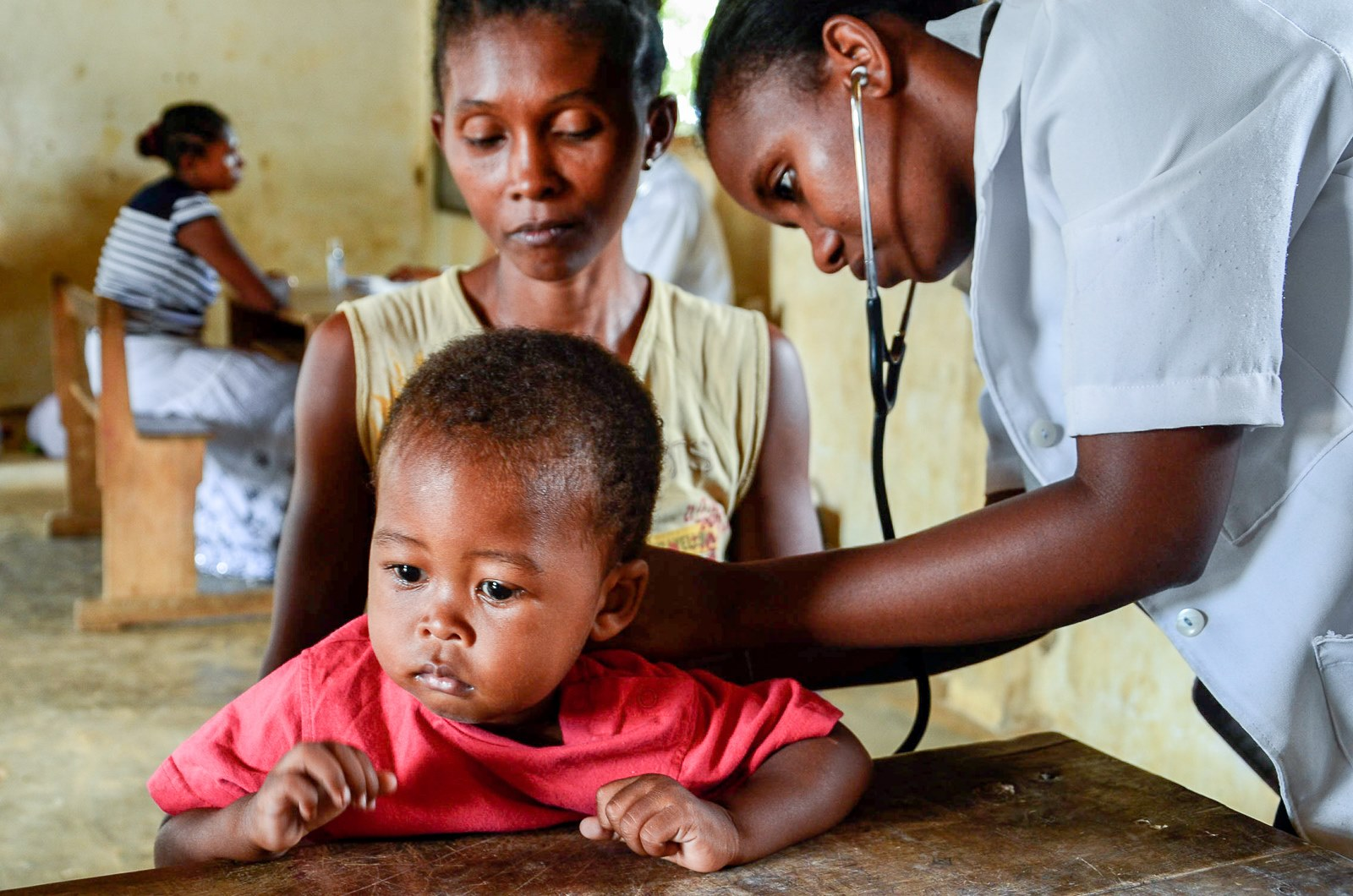
HAMAP-Humanitaire s’engage et agit concrètement pour que toujours plus d’hommes, de femmes et d’enfants accèdent à la santé et à l’hygiène (photo prise à Madagascar).

HAMAP-Humanitaire s’engage et agit concrètement pour que toujours plus d’hommes, de femmes et d’enfants accèdent à la santé et à l’hygiène.
- Support des équipes médicales locales pour le diagnostic et l’organisation de centres de santé, en insistant sur l’hygiène et les pathologies courantes.
- Sensibilisation aux règles d’hygiène corporelles et alimentaires, et organisation d’ateliers ludiques et éducatifs pour les enfants.
- Formation aux premiers secours des encadrants locaux.
- Recueil d’informations terrain pour surveiller divers indicateurs de santé : données statistiques transmises aux autorités sanitaires locales.
- Sensibilisation des bénévoles Français de ces équipes pluridisciplinaires (médecins, infirmières, ingénieurs, administratifs) en travaillant en binôme avec leurs homologues locaux aux actions bénévoles et solidaires.
- Accompagnement de femmes et d’enfants ayant subi des traumatismes.

### Éducation

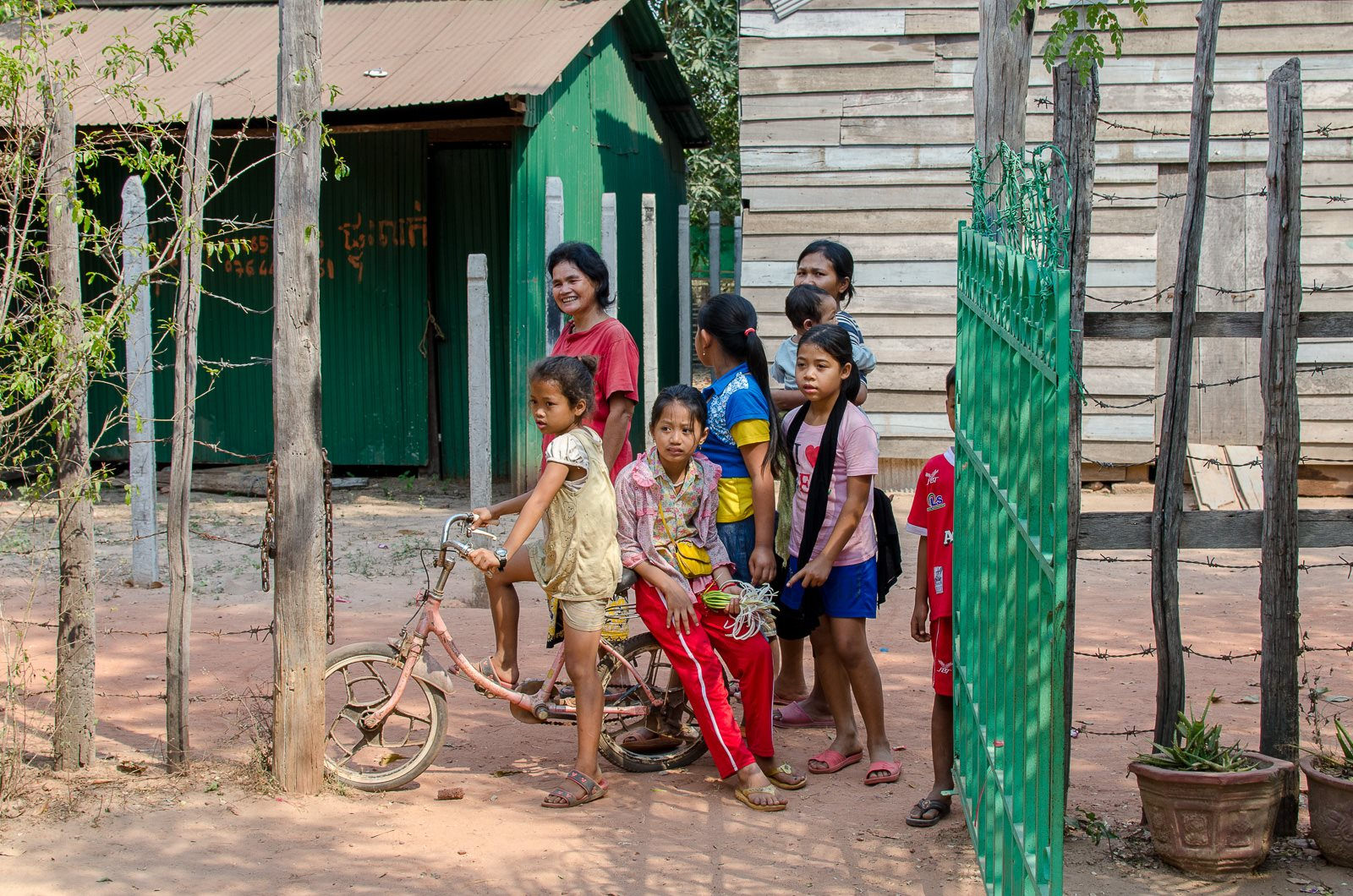
HAMAP-Humanitaire mène des actions éducatives et sociales (photo prise au Cambodge).

L’engagement d’HAMAP-Humanitaire se concrétise actuellement dans des projets de développement à durée limitée. Ils sont financés par des bailleurs de fonds de construction et d’aménagement de structures scolaires pour accueillir les enfants et les jeunes mères, et de formation aux formateurs pour améliorer la qualité de l’éducation par la connaissance de méthodes pédagogiques innovantes. Les projets éducation d’HAMAP se concentrent actuellement au Burkina Faso.
Parallèlement, HAMAP-Humanitaire mène des actions éducatives et sociales de long terme, en s’appuyant notamment sur des parrainages. À ce jour, ces actions se situent en Inde et au Burkina Faso.
- Support des équipes médicales locales pour le diagnostic et l’organisation de centres de santé, en insistant sur l’hygiène et les pathologies courantes.
- Sensibilisation aux règles d’hygiène corporelles et alimentaires, et organisation d’ateliers ludiques et éducatifs pour les enfants.
- Formation aux premiers secours des encadrants locaux.
- Recueil d’informations terrain pour surveiller divers indicateurs de santé : données statistiques transmises aux autorités sanitaires locales,
- Sensibilisation des bénévoles Français de ces équipes pluridisciplinaires (médecins, infirmières, ingénieurs, administratifs) en travaillant en binôme avec leurs homologues locaux aux actions bénévoles et solidaires.
- Accompagnement de femmes et d’enfants ayant subi des traumatismes.

## Dates clés
- 8 mai 1999 : Création d'HAMAP-Humanitaire, association loi de 1901 et premier concert à l'Atrium de Chaville au bénéfice des projets
- 2002 : Réalisation du premier projet d'HAMAP de lutte contre les mines antipersonnel en Mauritanie, Pointe de Nouadhibou.
- 2005 : Lancement du premier projet d'HAMAP dans le domaine de l'accès à l'eau potable à Antsirabe Madagascar et du premier projet assainissement avec la construction d'une station d'épuration pour l'hôpital de Kobayat au Liban.
- 22 novembre 2006 : HAMAP est reconnue comme association à caractère exclusif de bienfaisance et se trouve habilité à émettre des reçus fiscaux.
- 2009 : Premier projet éducation d'HAMAP avec la mise en place d'un premier centre d'alphabétisation pour les enfants ayant dépassé l'âge d'entrer à l'école publique au Burkina Faso.
- 2010 : Intégration de la première équipe de salariés, chefs de projets au sein de l'association.
- 22 septembre 2010 : Agrément du Ministère de la Défense pour le soutien de sa politique de la réserve militaire.
- 14 juin 2010 : Agrément officiel d’Attribution du Matériel Disponible de l’Assistance Publique des Hôpitaux de Paris.
- 2011 : Obtention des premières subventions de bailleurs de fonds institutionnels et privés pour les projets et création des premières associations "Amis d'HAMAP" comme relais dans les régions françaises.
- 7 décembre 2011 : Agrément de l’Agence du Service Civique[3].
- 2012 : Mise en place des missions santé chez HAMAP composés d'équipes de bénévoles médicaux et non médicaux pour permettre à des populations isolées de bénéficier de consultations médicales de base.
- 20 février 2012 : Agrément du Ministère de la Santé Publique Malgache
- 2015 : HAMAP devient HAMAP-Humanitaire et l'association change de siège social.